# Ephedrus transversus
Ephedrus transversus är en stekelart som först beskrevs av Chen 1986.  Ephedrus transversus ingår i släktet Ephedrus och familjen bracksteklar. Inga underarter finns listade i Catalogue of Life.